# 及川智正
及川 智正（おいかわ ともまさ、1975年1月2日 - ）は、日本の実業家。株式会社農業総合研究所代表取締役CEO、東京農業大学非常勤講師。

## 人物
1975年1月2日、埼玉県さいたま市に生まれる。1993年、春日部共栄高等学校を卒業。1997年、東京農業大学農学部農業経済学科を卒業。1997年4月、株式会社巴商会に入社（宇都宮営業所）。2003年、和歌山県で新規就農（キュウリ、トマト、ネギ、米を栽培）。2006年4月、エフ・アグリシステム株式会社に入社（現 フードディスカバリー・野菜ソムリエ協会）。 2007年10月25日、株式会社農業総合研究所を設立（代表取締役）。2015年6月23日、株式会社マイファームと包括業務提携を締結。2016年2月11日、「ジャパンベンチャーアウォード（JVB）2016」経済産業大臣賞を受賞。2016年6月16日、農業ベンチャー初の東証マザーズ上場。2017年3月16日、「第11回IPO大賞」ルーキー部門で表彰。4月27日、クールジャパン機構による出資と海外展開を発表。2018年3月13日、東京農業大学との包括連携協定を締結。5月22日、ウォーターセル株式会社と農業情報システムの共同開発に向けた業務提携契約を締結。

## 出演番組
出典:
- ゆうがたサテライト
- モーニングチャージ!
- がっちりマンデー!!  （2016年7月21日）[16]
- サキどり↑
- ワールドビジネスサテライト
- めざましテレビ
- スーパーJチャンネル

## 関連記事
- 日本経済新聞[17]
- 企業TV[18][19][20][21][22]
- CEO INTERVIEWS[23]
- 月刊「事業構想」[24]
- 01Booster[25]
- 第一次産業ネット[26]
- SankeiBiz[27]
- 中小企業基盤整備機構[28]
- 株式会社農業総合研究所[29]
- foodkurumu[30]
- 花と緑のTV[31]
- 農業総合研究所［3541］マザーズ IPO[32]
- 熱中の肖像インタビュー[33][34]